# UFC Fight Night: Mendes vs. Lamas
UFC Fight Night: Mendes vs. LaFlare è stato un evento di arti marziali miste tenuto dalla Ultimate Fighting Championship svolto il 4 aprile 2015 al Patriot Center di Fairfax, Stati Uniti.

## Retroscena
Questo fu il terzo evento organizzato al Patriot Center in Virginia, il primo sin dal 2012.
Nel Main Event della serata si affrontarono nelle categoria dei pesi piuma, Chad Mendes e Ricardo Lamas.
Jorge Masvidal doveva affrontare Bobby Green, tuttavia, quest'ultimo venne rimosso dalla card a causa di un infortunio alla gamba subito in allenamento; al suo posto venne inserito l'ex campione dei pesi leggeri UFC Benson Henderson. Successivamente, Henderson venne scelto per sostituire l'infortunato Stephen Thompson e quindi affrontare come nuovo avversario Brandon Thatch. Il 2 febbraio, mentre, fu annunciato che Masvidal dovrà affrontare Al Iaquinta.
Clint Hester doveva vedersela con Luke Barnatt. Tuttavia, Hester si infortunò al piede e venne rimosso dall'incontro; nel frattempo Barnatt fu inserito in un nuovo incontro con Mark Muñoz all'evento che si terrà a maggio.

## Risultati
|                  | Divisione       |                    |                 |                       | Metodo                                      | Round           | Tempo           | Premio          |
| Card Principale  | Card Principale | Card Principale    | Card Principale | Card Principale       | Card Principale                             | Card Principale | Card Principale | Card Principale |
| ---------------- | --------------- | ------------------ | --------------- | --------------------- | ------------------------------------------- | --------------- | --------------- | --------------- |
|                  | Pesi Piuma      | Chad Mendes        | batte           | Ricardo Lamas         | KO Tecnico (pugni)                          | 1               | 2:45            | POTN            |
|                  | Pesi Leggeri    | Al Iaquinta        | batte           | Jorge Masvidal        | Decisione non unanime (29-28, 27-30, 29-28) | 3               | 5:00            |                 |
|                  | Pesi Leggeri    | Michael Chiesa     | batte           | Mitch Clarke          | Decisione unanime (29-26, 29-26, 29-28)     | 3               | 5:00            |                 |
|                  | Pesi Gallo (F)  | Julianna Peña      | batte           | Milana Dudieva        | KO Tecnico (pugni e gomitate)               | 1               | 3:59            | POTN            |
|                  | Pesi Piuma      | Clay Guida         | batte           | Robbie Peralta        | Decisione unanime (30-27, 30-27, 30-27      | 3               | 5:00            |                 |
|                  | Pesi Leggeri    | Dustin Poirier     | batte           | Carlos Diego Ferreira | KO (pugni)                                  | 1               | 3:45            | POTN            |
| Card Preliminare |                 |                    |                 |                       |                                             |                 |                 |                 |
|                  | Pesi Gallo (F)  | Liz Carmouche      | batte           | Lauren Murphy         | Decisione unanime (29-28, 29-28, 29-28)     | 3               | 5:00            |                 |
|                  | Pesi Leggeri    | Alexander Yakovlev | batte           | Gray Maynard          | Decisione unanime (30-27, 29-28, 30-27)     | 3               | 5:00            |                 |
|                  | Pesi Massimi    | Timothy Johnson    | batte           | Shamil Abdurahimov    | KO Tecnico (pugni)                          | 1               | 4:57            | POTN            |
|                  | Pesi Medi       | Ron Stallings      | batte           | Justin Jones          | Decisione unanime (29-28, 29-28, 30-27)     | 3               | 5:00            |                 |

- Abdurakhimov venne penalizzato di un punto per aver afferrato più volte la gabbia

## Premi
I lottatori premiati ricevettero un bonus di 50.000 dollari.
Legenda:
- POTN: Performance of the Night (viene premiato il vincitore per la migliore performance dell'evento)

## Incontri Annullati
|  | Divisione    |                |        |                  | Motivo                                        |
|  | ------------ | -------------- | ------ | ---------------- | --------------------------------------------- |
|  | Pesi Leggeri | Jorge Masvidal | contro | Bobby Green      | Green subì un infortunio                      |
|  | Pesi Leggeri | Jorge Masvidal | contro | Benson Henderson | Henderson venne inserito in un altro incontro |
|  | Pesi Medi    | Clint Hester   | contro | Luke Barnatt     | Hester subì un infortunio                     |